# 인천간재울초등학교
인천간재울초등학교(仁川간재울初等學校)는 대한민국 인천광역시 서구 검암동에 있는 공립 초등학교이다.

## 학교 연혁
| 2003년 | 9월 1일   | 인천간재울초등학교 개교                                                        |
| 2003년 | 9월 1일   | 초대 김명재 교장 취임                                                          |
| 2003년 | 9월 1일   | 13학급 편성(남:90명, 여:73, 계:163명)                                          |
| 2003년 | 10월 1일  | 18학급 편성(5학급 증설) (남:251명, 여:233명, 계:484명)                         |
| 2003년 | 11월 1일  | 22학급 편성(4학급 증설) (남:333명, 여:312명, 계:645명)                         |
| 2004년 | 2월 17일  | 제1회 졸업식 (남:43명, 여:44명, 계:87명) 누계:87명(남:43 ,여:44)               |
| 2004년 | 3월 10일  | 병설유치원 개원(2학급) (남:30명, 여:25명, 계:55명)                             |
| 2004년 | 9월 1일   | 24학급 편성(2학급 증설) (남:387명, 여:402명, 계:789명)                         |
| 2005년 | 2월 17일  | 제2회 졸업식(남:67명,여:59명,계:126명) 누계:213명(남:110,여:103)               |
| 2005년 | 3월 1일   | 24학급 편성 (남:432명,여:443명,계:875명)                                       |
| 2005년 | 4월 28일  | 서부과학관 및 영재원 개원                                                      |
| 2005년 | 10월 16일 | 전자도서관 개관                                                                |
| 2006년 | 2월 17일  | 제3회 졸업식(남:74명,여:69명,계:143명) 누계:356명(남:184 ,여:172)              |
| 2006년 | 3월 1일   | 25학급 편성(1학급 증설) (남:396명,여:402명,계:798명)                           |
| 2006년 | 9월 30일  | 영어 전용교실 개관 및 서부 영어 중심학교 운영                                  |
| 2007년 | 2월 17일  | 제4회 졸업식(남:70명,여:73명,계:143명) 누계:499명(남:254 ,여:245)              |
| 2007년 | 3월 1일   | 28학급 편성(3학급 증설) (남:425명,여:448명,계:883명)                           |
| 2007년 | 9월 1일   | 제2대 한현섭 교장 취임                                                         |
| 2008년 | 2월 19일  | 제5회 졸업식(남:68 여: 70 계: 138명) 누계:637명(남:322 ,여:315)                |
| 2008년 | 3월 1일   | 26학급 편성(남: 394 여: 405 계: 799명)                                         |
| 2008년 | 12월 29일 | 제2과학실 완공                                                                 |
| 2009년 | 2월 13일  | 제6회 졸업식(남:70명 여:81명 계:151명) 누계:788명(남:392 ,여:396)              |
| 2009년 | 3월 1일   | 27학급 편성 (남:401명 여:400명 계:801명)                                       |
| 2010년 | 2월 11일  | 제7회 졸업식 (남:71명 여:97명 계: 168명) 누계:956명(남:463 ,여:493)            |
| 2010년 | 3월 1일   | 31학급 편성 (남: 465명 여: 432명 계: 897명)                                    |
| 2010년 | 3월 1일   | 제3대 이영훈 교장 취임                                                         |
| 2011년 | 2월 15일  | 제8회 졸업식 (남:91명 여:74명 계: 165명) 누계:1121명(남:554,여:567)            |
| 2011년 | 3월 1일   | 34학급 편성 (남: 482명 여: 460명 계: 942명)                                    |
| 2012년 | 2월 15일  | 제9회 졸업식 (남104명, 여 78명, 계182명) 누계: 1303명(남658명, 여645명)        |
| 2012년 | 3월 2일   | 37학급 편성(남 483명, 여 496명, 계979명)                                       |
| 2013년 | 2월 13일  | 제10회 졸업식 (남 101명, 여 102명, 계 203명) 누계 1,506명(남 759명, 여 747명)  |
| 2013년 | 3월 4일   | 36학급 편성 (남 457명, 여 457명, 계 914명)                                     |
| 2014년 | 2월 13일  | 제11회 졸업식(남 88명, 여 87명, 계 175명) 누계 1,681명(남 847명, 여 834명)     |
| 2014년 | 3월 1일   | 초등 39학급 편성 (남 516명 여 485명, 계 1001명)                                |
| 2014년 | 3월 1일   | 제4대 김춘원 교장 취임                                                         |
| 2014년 | 3월 3일   | 초등 39학급 편성 (남: 516명 여: 485명 계: 1001명)                              |
| 2015년 | 2월 13일  | 제12회 졸업식(남 76명 여 76명 계 152명) 계 1,833명(남 923명, 여 910명)         |
| 2015년 | 3월 1일   | 41학급 편성(남 535명, 여 510명, 계 1,045명)                                    |
| 2016년 | 2월 12일  | 제13회 졸업식(남 96명, 여91명, 계 187명)                                       |
| 2016년 | 3월 1일   | 43학급 (초등 42학급, 특수 1학급)편성 (남 548명, 여 522명, 계 1,090명)          |
| 2017년 | 2월 10일  | 제14회 졸업식(남 92명, 여 72명, 계 164명) 누계 2,184명(남 1,111명, 여 1,073명) |
| 2017년 | 3월 1일   | 43학급(초등 42학급, 특수1학급) 편성 (남 585명, 여 544명, 계 1,129명)           |

## 참고 자료
- 인천간재울초등학교 - 한국교육학술정보원 학교알리미